# Bohutín (Boêmia Central)
Bohutín é uma comuna checa localizada na região da Boêmia Central, distrito de Příbram.